# Henry Fitzalan-Howard, 15. hertug af Norfolk
Henry Fitzalan-Howard, 15. hertug af Norfolk KG GCVO VD PC    ( (27. december 1847 – 11. februar 1917),) var en politiker fra Unionistpartiet. Han var leder af det britiske postvæsen (Postmaster General) fra 1895 til 1900.

## Familie
Henry Fitzalan-Howard var sønnesøn af Henry Howard, 13. hertug af Norfolk. 
Han blev gift 2 gange. Sønnen fra første ægteskab døde ugift i 1902. 
I 1904 giftede Henry Fitzalan-Howard sig med Gwendolen Mary Fitzalan-Howard, hertuginde af Norfolk, 12. lady Herries af Terregles . Parret fik én søn og tre døtre. Sønnen Bernard Fitzalan-Howard blev den 16. hertug af Norfolk og den 13. lord af Herries af Terregles. 

## Earl Marshal
Henry Fitzalan–Howard var Earl Marshal i 1860– 1917. Han var med til at arrangere  statsbegravelserne af William Gladstone (1898), Victoria af Storbritannien (1901) og Edvard 7. af Storbritannien (1910) samt kroningerne af Edvard 8 (1902), og Georg 5. af Storbritannien (1911).